# Bolesław Nagay
Bolesław Jan Nagay (ur. 27 stycznia 1926 we Lwowie, zm. 8 stycznia 2014 w Szczecinie) – polski profesor nauk medycznych w zakresie chirurgii ogólnej i chirurgii ręki, nauczyciel akademicki

## Życiorys
Bolesław Nagay urodził się w rodzinie Stanisława i Balbiny z domu Hess. Do szkoły uczęszczał we Lwowie. Podczas II wojny światowej kontynuował naukę w szkole handlowej. Od 1942 prowadził działalność konspiracyjną (używał pseudonimów „Lach” i „Leopold”). W 1943 podjął pracę jako laborant w Instytucie Beringa przy produkcji szczepionki przeciwtyfusowej metodą Weigla. Po maturze zdanej w sierpniu 1945 studiował na Wydziale Lekarskim Akademii Medycznej w Gdańsku. W 1948 ożenił się ze studentką medycyny, Kamillą Pawlak, z którą miał trzech synów (Zbigniew, Tomasz i Leszek). Po uzyskaniu absolutorium (1950) otrzymał pracę jako zastępca młodszego asystenta w I Klinice Chirurgicznej pod kierunkiem Stanisława Nowickiego, a później Kazimierza Dębickiego. Tam przeprowadził swoją pierwszą samodzielną operację usunięcia wyrostka robaczkowego. W ramach odbywania służby wojskowej w 1951 został zatrudniony w 118 Wojskowym Szpitalu Garnizonowym w Koszalinie. Pracował tam do 1955, dorabiając ponadto na pogotowiu ratunkowym. Następnie przeniósł się do Szpitala Miejskiego w Koszalinie, po czym wrócił na Oddział Chirurgii Ogólnej na terenie dawnego szpitala wojskowego. W 1959 po zdobyciu tytułu specjalisty z chirurgii ogólnej II stopnia został zastępcą ordynatora. W 1964 został zatrudniony w II Klinice Chirurgii Ogólnej Pomorskiej Akademii Medycznej w Szczecinie na stanowisku starszego asystenta, a następnie adiunkta. Tutaj ukierunkował swoje zainteresowania chirurgią ręki. W 1977 objął kierownictwo II Kliniki Chirurgii Ogólnej w Instytucie Chirurgii PAM, a po pięciu latach utworzył z niej Klinikę Chirurgii Ogólnej i Chirurgii Ręki PAM. W tym samym czasie zainicjował wprowadzenie w klinice ostrych dyżurów dla urazów ręki, co było nie tylko wyrazem jego zawodowej pasji, ale także istotnym krokiem w rozwoju chirurgii urazowej i naprawczej ręki w Polsce. W 1996 przeszedł na emeryturę, ale do końca życia pracował jako biegły Zakładu Medycyny Sądowej PUM w Szczecinie.
Bolesław Nagay został pochowany 11 stycznia 2014 na Cmentarzu Centralnym w Szczecinie.

## Praca naukowo-dydaktyczna
Bolesław Nagay w 1964 otrzymał stopień doktora nauk medycznych w Akademii Medycznej w Gdańsku po obronie dysertacji Badania doświadczalne nad możliwością powstawania stanów trombolitycznych w przypadkach stosowania penicyliny krystalicznej i penicyliny-depot. Doktorem habilitowanym został w 1974. Tytuł naukowy profesora otrzymał w 1986. Zainteresowania naukowe Bolesława Nagaya obejmowały chirurgię jamy brzusznej, chirurgię urazową i chirurgię ręki. Jego praca dotycząca układu anatomicznego podprzeponowych gałęzi nerwów błędnych stała się podstawą do rozpracowania i wprowadzenia w klinice wszystkich typów wagotomii w leczeniu choroby wrzodowej dwunastnicy. W dziedzinie chirurgii narządów jamy brzusznej opublikował prace dotyczące przetok żołądkowych, niedrożności pooperacyjnej skrętu esicy, leczenia wielkich przepuklin brzusznych, ropni wątroby i nowotworów jamy brzusznej. Na temat chirurgii urazowej opublikował 13 prac, w tym monografię napisaną opracowaną na podstawie obszernego materiału 64 tys. historii chorób i 1170 urazów czaszkowo-mózgowych. Praca ta wykonana była we współpracy z Wydziałem Nauk Medycznych PAN i stała się jednym z elementów decyzji wprowadzenia obowiązkowych kasków dla motocyklistów. W gdańskim szpitalu podczas operacji złamania uda wymyślił i opracował nowy model prowadnicy do gwoździ śródszpikowych Küntschera, dzięki czemu ok. 4-krotnie udało mu się skrócić czas operacji (z 2 ponad godzin do 35 min). Najważniejszym obszarem zainteresowań była chirurgia ręki – profesor był wizjonerem tej dziedziny medycyny i jej rosnącego znaczenia. W 1983 objął kierownictwo I Kliniki Chirurgii PAM w Szczecinie i jeszcze bardziej rozwinął prace z zakresu chirurgii ręki. Liczne prace z tej dziedziny z najważniejszą o dwuetapowym leczeniu najcięższych postaci przykurczu Dupuytrena, wprowadzenie w Polsce metody dwuetapowej rekonstrukcji ścięgien zginaczy, liczne modyfikacje techniki operacji rąk stanowiły jego pionierskie osiągnięcia. Jednym z osiągnięć, które stało się kamieniem milowym w rozwoju chirurgii ręki, była pierwsza na Pomorzu Zachodnim udana retransplantacja ręki u radzieckiego robotnika pracującego w Szczecinie (przy rozładunku dostarczonych z ZSRR części domów tzw. leningradów). Za to osiągnięcie chirurg został odznaczony Złotą Honorową Odznaką Towarzystwa Przyjaźni Polsko-Radzieckiej. Dorobek naukowy obejmuje ponad 120 publikacji w czasopismach medycznych oraz aktywne uczestnictwo w krajowych i zagranicznych konferencjach, sympozjach, a także 2 patenty. Wypromował kilkunastu doktorów, wychował liczne grono chirurgów.

## Działalność społeczna
Bolesław Nagay był aktywnym działaczem społecznym od najmłodszych lat. Jeszcze podczas studiów wstąpił do młodzieżowej organizacji PSL Stanisława Mikołajczyka ZWM „Wici”, zostając przewodniczącym koła akademickiego organizacji. Od 1960 należał do Stronnictwa Demokratycznego, a następnie Unii Wolności. Ponadto aktywnie uczestniczył w pracach towarzystw naukowych. Od 1956 należał do Towarzystwa Chirurgów Polskich, był przewodniczącym Oddziału Szczecińskiego (1993-1995) oraz do Polskiego Towarzystwa Ortopedów i Traumatologów - był delegatem Sekcji Chirurgii Ręki. Mocno angażował się także w organizowanie pomocy charytatywnej dla mniejszości polskiej we Lwowie.

## Wybrane publikacje
- Badania doświadczalne i kliniczne nad możliwością zastosowania pogrążonych wszczepów w chirurgii naprawczej ścięgien. Pomorska Akademia Medyczna w Szczecinie, Szczecin 1974 (rozprawa habilitacyjna)
- Urazy rąk - problem społeczny i ekonomiczny. „Zdrowie Publiczne” 1982, 93, 323
- Sprawność chwytna ręki po zmodyfikowanej operacji Parksa w nieodwracalnych uszkodzeniach nerwu łokciowego (wsp. B. Mikee, J. Chojnacki, Z. Deskur, K. Szlęzak). „Polish Hand Surgery” 1984, 2 (20)
- Uszkodzenie długiego zginacza kciuka (wsp. Z. Deskur, A. Kucharski, S. Jaroszewicz, K. Szlęzak). „Polish Hand Surgery” 1985, 1–5,
- Zarys postępowania w świeżych obrażeniach rąk. Skrypt dla studentów PAM. Wyd.1, 67 ss. Szczecin 1987
- Petardowe uszkodzenia rąk. [w:] XXVIII Zjazd Polskiego Towarzystwa Ortopedycznego i Traumatologicznego, Szczecin 1990.
- Two-stage operation. w: Dupuytren’s disease-biology and treatment, red. R.M. McFerlane, D.A. Grouther, M.H. Flint, wyd. 1, London 1990
- Przykurcz Dupuytrena: etiopatogeneza – epidemiologia – klinika (wsp. Z. Deskur). „Polski Przegląd Chirurgiczny” 1992, 2 (64)
- Otwarta fasciotomia jako zabieg samodzielny lub wstępna operacja ciężkich postaci przykurczu Dupuytrena (wsp. H. Staniewski, Z. Deskur, M. Bednarski), „Polish Hand Surgery” 1993, 1 (18)
- Wlelotkankowe obrażenia rąk - trudne zagadnienia w chirurgii ręki. (wsp. Z. Deskur, M. Bednarski). „Polish Hand Surgery” 1994, 19, 17
- Chirurgia ręki. Wydawnictwo Lekarskie PZWL Warszawa 1996
- Postępujący pourazowy przykurcz mięśni zginaczy palców rąk (wsp. Z. Deskur). „Chirurgia Narządu Ruchu” 1997, supl. 1
- Kompleksowa ocena niektórych metod operacyjnych odtwarzających czynność ręki po pourazowym nieodwracalnym uszkodzeniu nerwów promieniowego i łokciowego. „Chirurgia Narządu Ruchu” 1997, supl. 1
- 30 lat operacyjnego leczenia przykurczu Dupuytrena (wsp. Z. Deskur, P. Prowans, M. Bednarski). „Polish Hand Surgery” 1998, 2, 37-40
- Kompendium Chirurgii Ogólnej. Pomorska Akademia Medyczna w Szczecinie, Szczecin 1998, 242 ss.
- Zaopatrywanie pourazowych ubytków tkanek w obrębie kończyny górnej za pomocą sieci większej (wsp. P. Prowans, Z. Deskur, W. Brzeziński). „Polski Przegląd Chirurgiczny” 1998, 1 (70)
- The use greater omentum as a reconstructive material – 14 years of experience (wsp. P. Prowans, A. Żyluk, W. Jagielski, Z. Niedźwiedź, I. Walaszek). „Magyar Traumatologia, Ortopedia, Kezsebeszet, Plasztikai Sebeszet” 2004, 2 (47), s. 262

## Odznaczenia[5][15][1]
- Krzyż Kawalerski Orderu Odrodzenia Polski
- Złoty krzyż Zasługi
- Medal Komisji Edukacji Narodowej
- Odznaka Gryfa Pomorskiego
- Złota Honorowa Odznaka Towarzystwa Przyjaźni Polsko-Radzieckiej
- Tytuł Pioniera Chirurgii Ręki - przyznany przez Światową Federację Chirurgii Ręki (Vancouver, 1998)
- Tytuł Nieprzeciętny '98 za aktywność społeczną - otrzymany od redakcji Głosu Szczecińskiego (1998)